# Dornstetten
Dornstetten – miasto w Niemczech, w kraju związkowym Badenia-Wirtembergia, w rejencji Karlsruhe, w regionie Nordschwarzwald, w powiecie Freudenstadt, siedziba związku gmin Dornstetten. Leży w Schwarzwaldzie, ok. 6 km na wschód od Freudenstadt, przy drogach krajowych B28 i B28a.